# 35 Hudson Yards
O 35 Hudson Yards (também conhecido como Torre E) é um arranha-céu de uso misto em West Side, Manhattan composto por unidades de apartamentos e um hotel. Localizado perto de Hell's Kitchen, Chelsea e da Penn Station, o prédio faz parte do projeto Hudson Yards, um plano para redesenvolver o pátio West Side da Metropolitan Transportation Authority.

## História
O projeto foi apresentado ao público pela primeira vez no verão de 2011. A torre faz parte do Hudson Yards e está localizada na 11ª Avenida com a West 33rd Street. O projeto do edifício foi alterado de uma forma cilíndrica para uma forma prismática retangular em dezembro de 2013.
A construção do 35 Hudson Yards começou em 2015 e foi concluída em 2019. Um pedido de licença de construção foi apresentado em janeiro de 2015. Em julho de 2016, o projeto recebeu 1,2 bilhão de dólares em financiamento para construção do fundo do Reino Unido, The Children's Investment Fund Management. O prédio atingiu sua altura final em junho de 2018.
O prédio foi inaugurado em 15 de março de 2019, e o hotel foi aberto em junho do mesmo ano.

## Arquitetura
O prédio foi projetado por David Childs, do escritório de arquitetura Skidmore, Owings & Merrill. Originalmente proposto como uma torre de 270 m com recuos em intervalos. Um novo projeto foi revelado no início de dezembro de 2013 destacando um “tubo” cilíndrico. O novo projeto aumentou a altura da torre para 308 m. Os interiores foram projetados pela Ingrao com armários de eucalipto e bancadas em quartzito.
A torre foi projetada como uma torre residencial e de hotel. O 35 Hudson Yards contém 11 andares dedicados ao hotel, juntamente com um saguão panorâmico, um salão de baile e um spa. Uma praça está localizada na base do edifício, que também conta com instalações médicas.
O primeiro andar funciona como o átrio do edifício. O saguão contém a obra Flowers, uma tapeçaria da artista sueca Helena Hernmarck. Há lojas de varejo andares 2,4 e 5, contam com um posto avançado do Hospital for Special Surgery focado em fisioterapia e um SoulCycle. Seis andares de escritórios começam no andar 8, servindo como a nova sede da subsidiária Equinox Fitness da Related. O hotel, também administrado pela Equinox, tem 212 quartos (incluindo 48 suítes) nos andares 24 a 38. Os andares 3, 6 e 7 abrigam uma área de 5 600 m2 de academia e spa também administrados pela Equinox. Os 36 andares superiores contêm 135 apartamentos. As comodidades do edifício incluem academia, estúdio de ioga, sala de meditação, lounge e simulador de golfe. Em agosto de 2019, um novo restaurante, Electric Lemon, foi inaugurado no 24º andar.